# Myst (série)

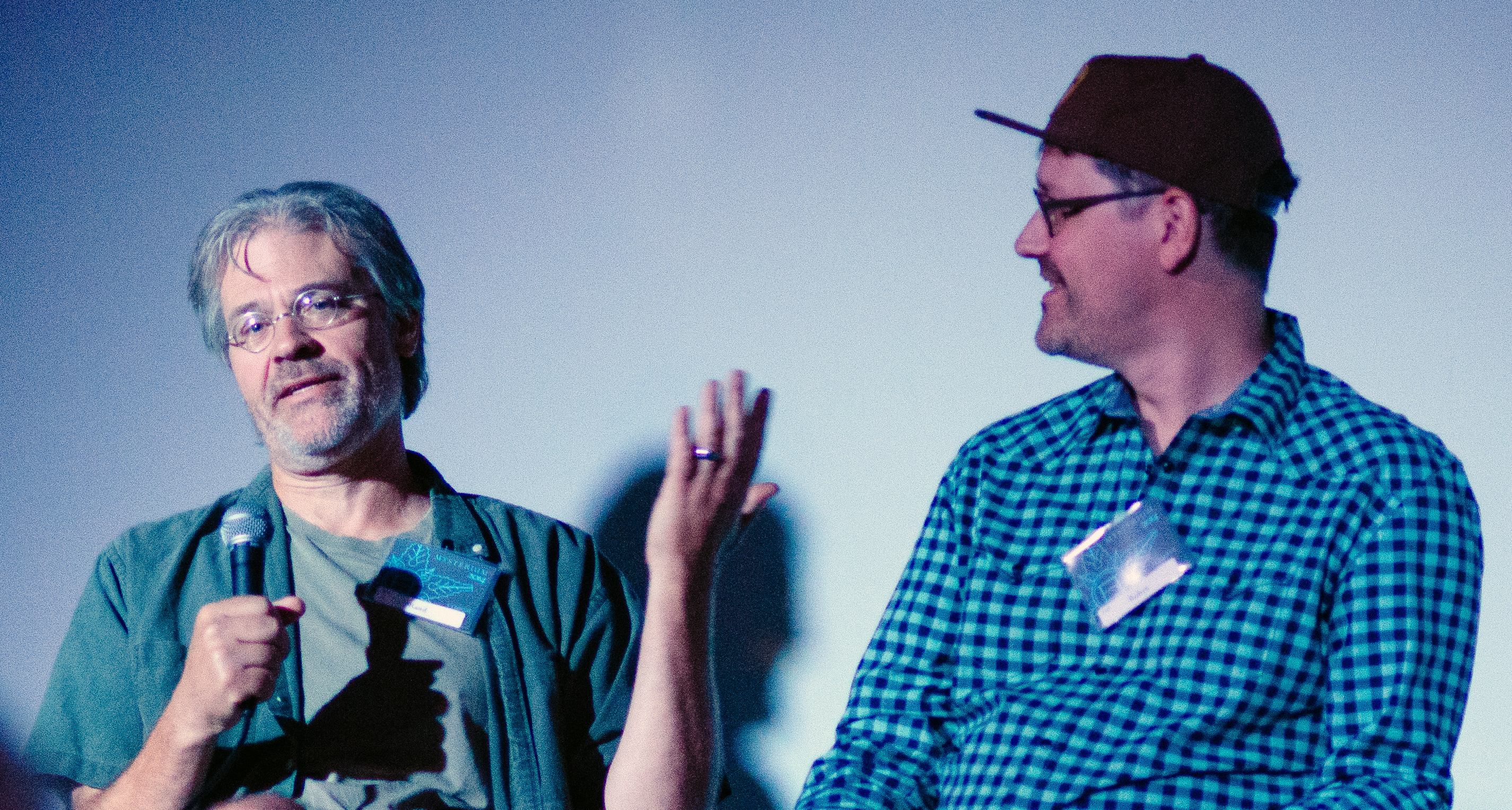
Epi 5

Myst é uma franquia centrada na de jogo eletrônicos de aventura. O primeiro jogo da série, Myst, foi lançado em 1993 pelos irmãos Rand e Robyn Miller
e sua companhia de jogos eletrônicos Cyan, Inc. A primeira sequência de Myst, Riven, foi lançada em 1997 e foi sequenciada por mais três jogos: Myst III: Exilio em
2001, Myst IV: Revelação em 2004, e Myst V: Fim das Eras em 2005. Um spinoff apresentando um componente multiplayer, Uru: Anos antes de Myst, foi lançado em 2003 e
seguidos por dois pacotes de expansão.
A história de Myst é sobre um explorador chamado Atrus que tem a habilidade de escrever livros que servem de ligação com outros mundos conhecidos como Eras. Essa prática de criar livros
de ligação entre outros mundos foi criada por uma antiga civilização conhecida como D'ni, que foi dizimada após uma devastadora doença. O jogador assume o papel de uma pessoa não identificada, chamada
Estranho e assistente de Atrus viajando para outras Eras e resolvendo enigmas. No decorrer da série, Atrus escreve uma nova Era para os sobreviventes de D'ni viverem, e os jogadores definem o destino da nova civilização.
Os irmãos desenvolvedores de Myst, depois de produzirem jogos infantis premiados. Baseados em histórias infantis, os irmãos passaram meses projetando os jogadores que investigariam as Eras. O nome Myst vem do livro de Jules Verne A Ilha Misteriosa. Após Riven ser lançado, Robyn deixou Cyan para buscar outros projetos, e Cyan começou a desenvolver Uru; desenvolvedores do  Estúdio Presto e Ubisoft criaram Exilio e Revelação antes de Cyan voltar para completar a série com Fim das Eras. Myst e suas sequencias foram grandes sucessos comerciais, vendendo mais de vinte milhões de cópias; o jogo impulsionou vendas de computadores pessoais e CD-ROM além de atrair jogadores casuais com seu ambiente não violento, jogabilidade metódica. O sucesso do jogo levou a publicação de três livros, além de trilhas sonoras, uma série de quadrinhos e apresentações para televisão e filmes.

## Enredo
O enredo de Myst começa com o desembarque do povo conhecido como D'ni na Terra, a quase 10,000 anos atrás. Os D'ni [dʔˈni?] são uma raça ancestral que utilizam poderes especiais de criar
livros mágicos que servem como portais para os mundos ali descritos por eles, conhecidos como Eras. Os D'ni construíram uma cidade grande e próspera nas cavernas. Uma jovem geologista da superfície, Anna, tropeçou na civilização D'ni. Aprendendo a linguagem D'ni, Anna passou a ser conhecida como Ti'ana e casou-se com um D'ni chamado Aitrus; o casal teve um filho chamado Gehn. Logo depois, D'ni foi devastado por uma praga criada por um homem chamado A'Gaeris. Aitrus se sacrificou para salvar sua esposa e seu descendente, matando A'Gaeris para Ti'ana e Gehn escaparem para superfície enquanto a civilização D'ni ruía.
Ti'ana cria Gehn até ele fugir como um adolescente, aprendendo a arte D'ni de escrever livros descritivos. Ti'ana também cuidou do filho de Gehn, Atrus, enquanto Gehn chega para ensinar a arte a Atrus. Atrus percebe que seu pai é imprudente e sedento por poder, e com ajuda de Ti'ana e da jovem, Catherine, Atrus faz uma armadilha para Gehn em sua Era de Riven sem o livro de ligação. Atrus e Catherine casaram e tiveram duas crianças, Sirrus e Achenar. Os irmãos crescem gananciosos, e, depois de saquear as Eras de seu pai, eles prendem Catherine no Riven. Quando Atrus retorna para investigar, os irmãos o prendem em uma caverna D'ni antes que eles próprios sejam presos em livros especiais de "prisão". Com a ajuda de um Estranho, Atrus é libertado e envia seu benfeitor a Riven para retirar Catherine das
garras de Gehn. Sirrus e Achenar são punidos por seus crimes e encarcerados em Eras diferentes até que se regenerem.
Atrus escreve uma nova Era chamada Releeshahn para os sobreviventes de D'ni reconstruírem sua civilização enquanto ele e Catherine se restabelecem na Terra, criando sua filha chamada Yeesha. Como Atrus
se prepara para levar o Estranho para Releeshahn, um homem misterioso chamado Saavedro aparece e rouba o livro descritivo de Releeshahn. O Estranho segue Saavedro através de várias Eras (que foram utilizadas
para treinar Sirrus e Achenar na arte de escrever Eras) antes de finalmente recuperarem o livro. Dez anos depois, Atrus pede ajuda ao Estranho para determinar se seus filhos se arrependeram após a longa
estadia na prisão; o Estranho salva Yeesha das armações de Sirrus, mas Sirrus e Achenar se arrependem e morrem. D'ni não é completamente restaurado até que as criaturas que os D'ni escravizavam, conhecidas
como Bahro, sejam libertadas.
| |      |                | |  |
| Myst | 1993 | Cyan, Inc.     | 3DO, AmigaOS, CD-i, iOS, Jaguar CD, Mac OS, Nintendo DS, Nintendo 3DS, PlayStation, PSP, Saturn, Windows, Windows Mobile, Android |  |
| O primeiro jogo da série Myst foi o homônimo Myst, desenvolvido pela Cyan, Inc. e Brøderbund. Lançado originalmente em 1993 para Plataformas Macintosh e PC, o jogo foi posteriormente portado ou refeito para o Saturn, Windows, Jaguar CD, 3DO, CD-i, PlayStation, AmigaOS, PSP, Nintendo DS, Nintendo 3DS e iPhone. Em Myst, os jogadores viajam através das Idades através de uma interface Apontar-e-carregar, usando o mouse para interagir com objetos de quebra-cabeça, como interruptores ou engrenagens. |      |                | |  |
| |      |                | |  |
| Riven | 1997 | Cyan, Inc.     | Mac OS, PlayStation, Saturn, Windows, iOS, Android                                                                                |  |
| Satisfeito com o sucesso de Myst, Cyan mudou-se para um novo escritório e começou a trabalhar em Riven, que foi lançado em 1997. Como Myst, Riven foi um sucesso comercial e de crítica, vendendo mais de 4,5 milhões de unidades. |      |                | |  |
| |      |                | |  |
| Myst III: Exile | 2001 | Presto Studios | Mac OS, Mac OS X, PlayStation 2, Windows, Xbox                                                                                    |  |
| O terceiro jogo da série, Myst III: Exile, foi desenvolvido pela Presto Studios e publicado pela Ubisoft em 2001. Exile continuou com o método de movimento do jogador baseado em quadros, mas usava um mecanismo de jogo para permitir um campo de visão de 360 graus de qualquer ponto.Exile foi um sucesso comercial (embora não ao ponto de Myst ou Riven), vendendo milhões de unidades. |      |                | |  |
| |      |                | |  |
| Uru: Ages Beyond Myst | 2003 | Cyan Worlds    | Windows |  |
| Uru: Ages Beyond Myst foi uma partida dos jogos anteriores da série, com gráficos renderizados em tempo real e uma câmera em terceira pessoa. Através da personalização do avatar, os jogadores podem criar seu próprio personagem para resolver quebra-cabeças e descobrir informações sobre a história. Uru seria lançado com uma porção Jogo multijogador massivo online, Uru Live, mas o lançamento inicial foi cancelado pouco antes do aspecto single-player ser lançado. Uru Live foi relançado em várias encarnações, sendo cancelado a cada vez. Cyan Worlds atualmente opera os servidores para a última iteração do MMO, MO: ULagain, w que é grátis para jogar. Os custos de funcionamento são cobertos por doações dos jogadores.Embora inicialmente bem recebido, Uru foi considerado uma decepção financeira. Seus pacotes de expansão e originalidade deram ao título um seguidores de culto. Em 2011, Cyan Worlds e OpenUru.org anunciaram o lançamento do cliente Myst Online e do plugin 3ds Max sob a licença GNU GPL v3. |      |                | |  |
| |      |                | |  |
| Myst IV: Revelation | 2004 | Ubisoft        | Mac OS X, Windows, Xbox |  |
| Myst IV: Revelation foi produzido inteiramente pela Ubisoft, e marcou um retorno aos gráficos de Pré-renderização de Exile. Como o estúdio tinha pouca experiência com esses jogos, a Ubisoft contratou novos funcionários com experiência na área. O jogo foi visto como uma melhoria em relação ao Uru, e foi recebido favoravelmente no lançamento. |      |                | |  |
| |      |                | |  |
| Myst V: End of Ages | 2005 | Cyan Worlds    | Windows, Mac OS X |  |
| Cyan voltou a desenvolver Myst V: End of Ages, anunciado como o jogo final da série. Tal como acontece com Uru, End of Ages apresentava gráficos renderizados em tempo real, permitindo o movimento desinibido do jogador. Três métodos de controle foram oferecidos aos jogadores, semelhantes aos usados respectivamente em Myst, Exile e Uru. O jogo foi considerado um final adequado para a série, embora a falta de apoio financeiro para novos projetos não - Myst quase tenha causado o fechamento da Cyan antes do lançamento do jogo. |      |                | |  |